# Miklósi, Somogy
Miklósi  este un sat în districtul Tab, județul Somogy, Ungaria, având o populație de 224 de locuitori (2011). 

## Demografie
Componența etnică a satului Miklósi
     Maghiari (91,62%)
     Germani (8,38%)
Componența confesională a satului Miklósi
     Romano-catolici (66,52%)
     Luterani (3,13%)
     Fără religie (3,13%)
     Reformați (2,68%)
     Necunoscută (24,55%)
Conform recensământului din 2011, satul Miklósi avea 224 de locuitori. Din punct de vedere etnic, majoritatea locuitorilor (91,62%) erau maghiari, cu o minoritate de germani (8,38%).  Din punct de vedere confesional, majoritatea locuitorilor (66,52%) erau romano-catolici, existând și minorități de persoane fără religie (3,13%), luterani (3,13%) și reformați (2,68%). Pentru 24,55% din locuitori nu este cunoscută apartenența confesională.